# Bentley 3½ Litre
La Bentley 3 1⁄2 Litre (plus tard passée à 4 1⁄4 Litre) est une sportive de luxe construite dans les années 1930 par le constructeur automobile britannique Bentley Motors.

## Historique
Elle fut présentée au public en septembre 1933, peu après la mort de Henry Royce et était le premier nouveau modèle Bentley depuis l'acquisition de la marque par Rolls-Royce en 1931.
Bentley vendait seulement des châssis roulants avec moteurs, boites de vitesses et radiateur, prêts à être habillés par des carrossiers à la demande du client. De nombreux distributeurs commandèrent leur carrosseries préférées pour permettre de stocker en showroom des voitures finies et ainsi accélérer les ventes.
Les Bentley de cette époque sont nommées Derby Bentleys car elles étaient construites dans l'usine Rolls-Royce de Derby (Angleterre).
Les châssis de séries A à F étaient des 3 1⁄2 Litres ; G à L étaient des 4 1⁄4 Litres et les M étaient des 4 1⁄4 Litre avec Overdrive. Les no 13 et 113 de chaque séries n'étaient pas utilisés, pour éviter de déranger les clients superstitieux.
1 177 voitures de 3 1⁄2 Litre furent construites, la moitié d'entre elles étant carrossées par Park Ward (en), et les autres furent « habillées » par d'autres carrossiers comme Barker (en), Carlton (en), Freestone & Webb (en), Gurney Nutting, Hooper (en), Mann Egerton (en), Mulliner (Arthur (en) ET H J), Rippon, Thrupp & Maberly, James Young, Vanden Plas et Windovers en Angleterre ; Figoni et Falaschi, Kellner, Saoutchik et Vanvooren à Paris ; ainsi que d'autres plus petits fabricants au Royaume-Uni et en Europe.

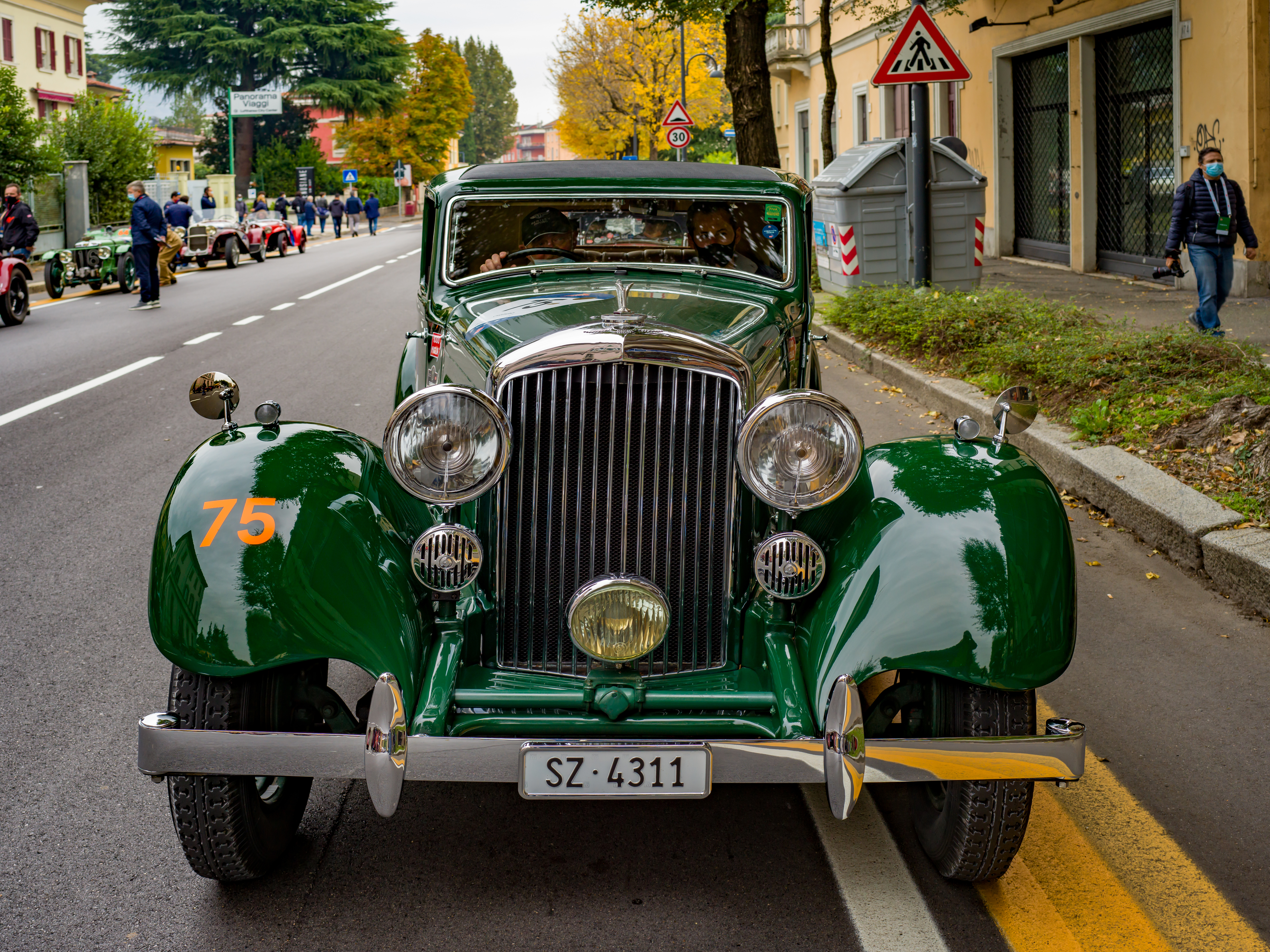
Une Bentley 3 1⁄2 Litre (1934).
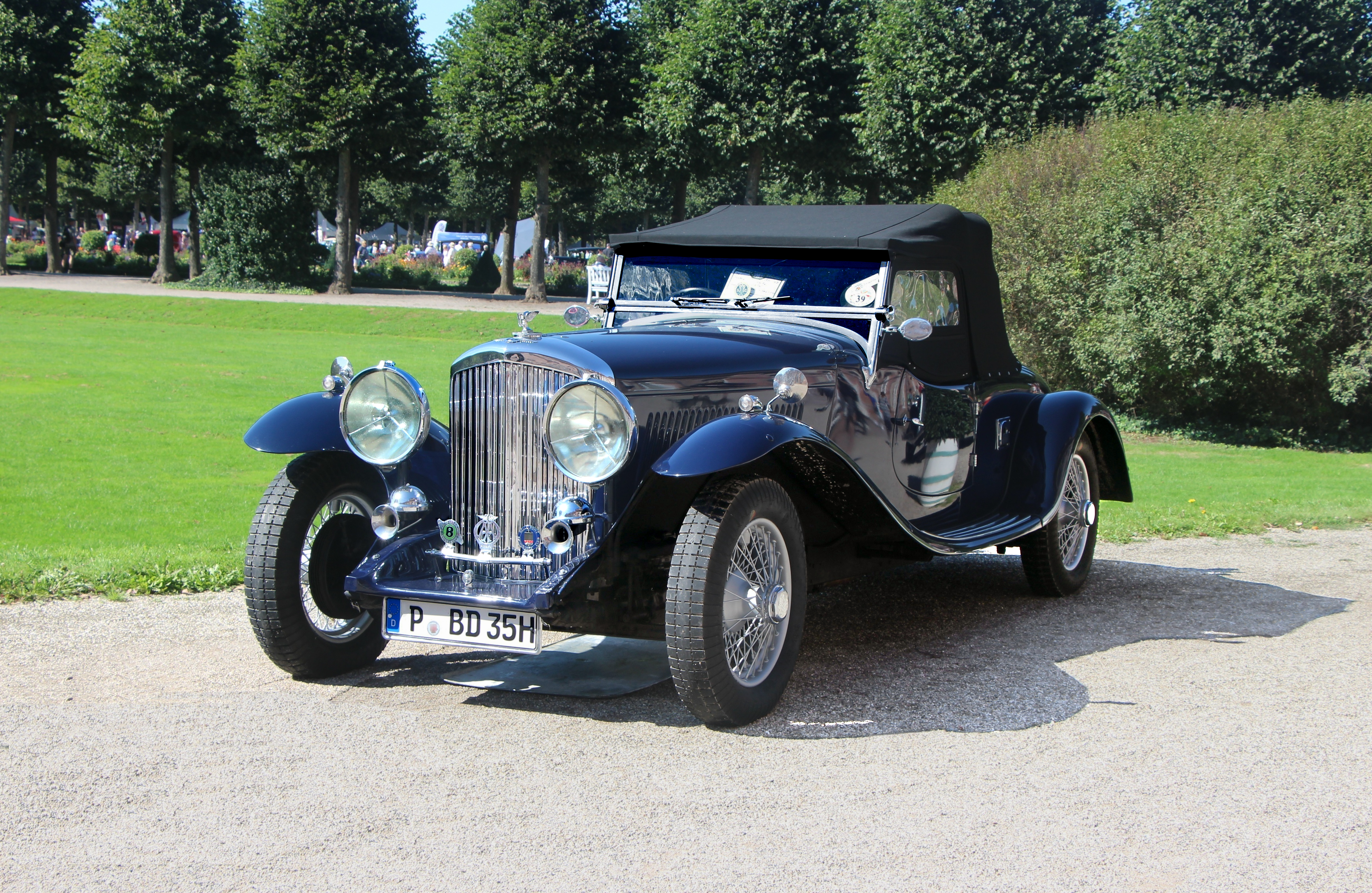
Bentley 3 ½-litre Sports (1935).
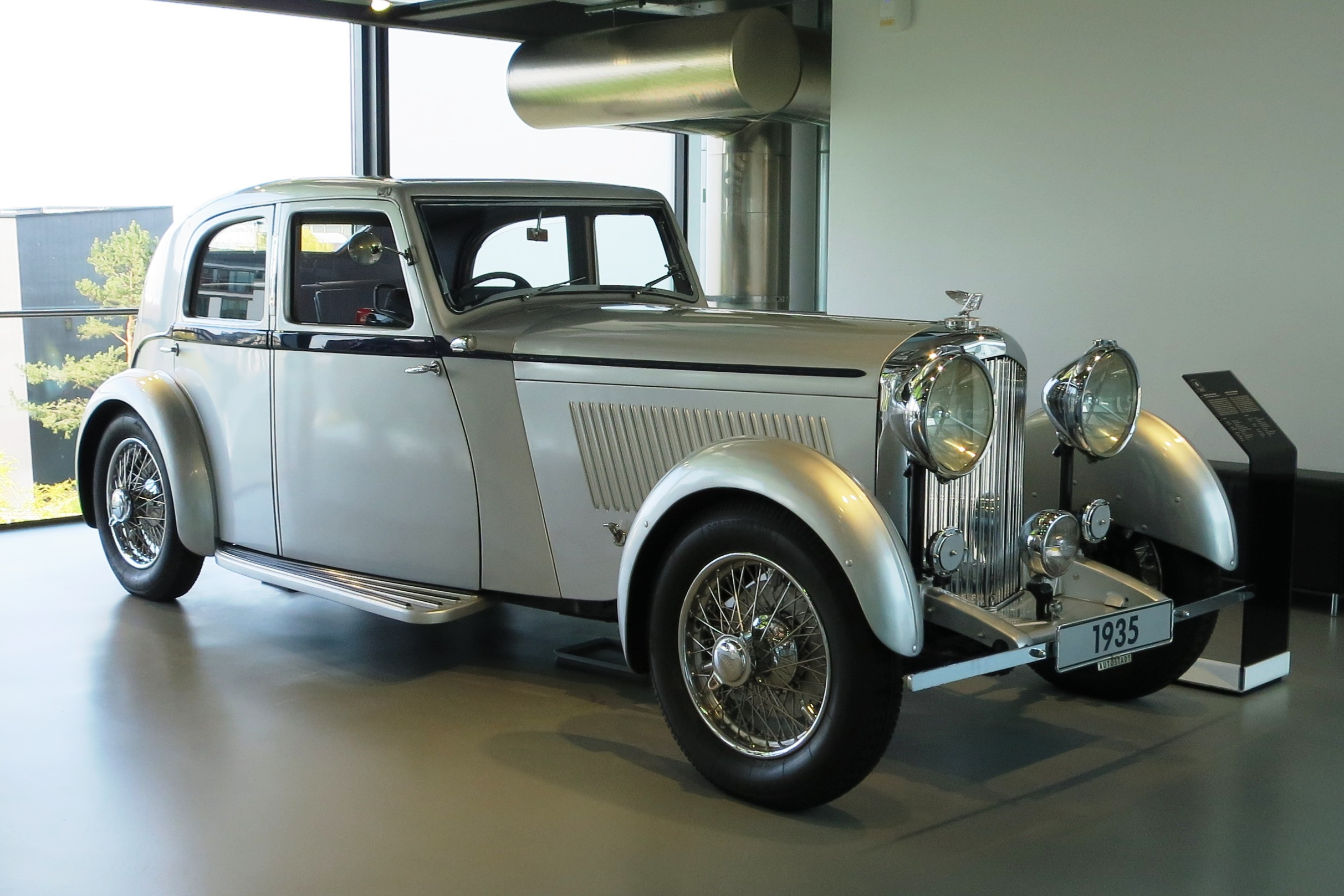
Bentley 3 1⁄2 Litre - Park Ward (1935).

## Premiers propriétaires célèbres
- Woolf Barnato , pilote de course et ancien président de Bentley (B121AE, B2DG, B6GA, B121GP)
- Prince Bira , pilote automobile et marin olympique (B29GP)
- Sir Malcolm Campbell , neuf fois détenteur du record du monde de vitesse sur terre (B141AE, B206GA, B22GA)
- Billy Cotton (en) , chef d'orchestre (B125DG)
- George Eyston , triple détenteur du record du monde de vitesse sur terre (B24DG, B82GA)
- E.R. Hall , pilote de course et olympien d'hiver (B35AE, B106GA, B216GA) Voiture engagée dans les courses TT de 1934, 1935 et 1936 sur le circuit d'Ards
- Raymond Mays , pilote automobile (B125DG, B24GA, B144LS)
- Robert Montgomery , acteur (B63DK)
- Sir Ernest Oppenheimer , entrepreneur minier de diamants et d'or, financier et philanthrope (B130BL)
- Bernard Rubin , pilote automobile (B109CW)
- Anthony J Crowley , personnage fictif (NIAT RUC)